# Olympische Sommerspiele 1996/Teilnehmer (Afghanistan)
| Gelbes Symbol für Goldmedaillen mit stilisierten Olympischen Ringen | Graues Symbol für Silbermedaillen mit stilisierten Olympischen Ringen | Braundes Symbol für Bronzemedaillen mit stilisierten Olympischen Ringen |
| ------------------------------------------------------------------- | --------------------------------------------------------------------- | ----------------------------------------------------------------------- |
| —                                                                   | —                                                                     | —                                                                       |

Afghanistan nahm nach dem Verzicht auf eine Teilnahme an den Olympischen Spielen 1992 bei den XXVI. Olympischen Sommerspielen 1996 in Atlanta zum zehnten Mal an Olympischen Sommerspielen teil. Die Delegation umfasste drei Athleten. Bei der Eröffnungsfeier war der Boxer Mohammad Jawid Aman Fahnenträger des Landes.

## Teilnehmer nach Sportarten

### Boxen
- Mohammad Jawid Aman
Männer, Halbmittelgewicht (– 71 kg) → nicht zum Wettkampf zugelassen
Aman wurde der Start untersagt, nachdem er zu spät zum obligatorischen Wiegen und zur Auslosung erschienen war.

### Leichtathletik
- Abdul Ghafoor
Männer, 100 m → ausgeschieden als 8. seines Vorlaufs (12,20 s)
- Abdul Baser Wasiqi
Männer, Marathon → 111. (4:24:17 h)
Kurz vor dem Rennen hatte Wasiqi sich an einem Oberschenkelmuskel verletzt, schleppte sich aber durch das Rennen, das er als Letzter, beinahe anderthalb Stunden nach dem Vorletzten, beendete.